# 1989 في الفلبين
فيما يلي قوائم الأحداث التي وقعت خلال عام 1989 في الفلبين.

## سياسة

### تعيين في المنصب
- 20 يوليو – ميريام ديفينسور سانتياغو Secretary of Agrarian Reform [الإنجليزية]‏.

## مواليد

### يناير
- 20 يناير – آرثر فيلانويفا ملاكم فلبيني.

### فبراير
- 22 فبراير – ديف مارسيلو لاعب كرة سلة فلبيني.

### مارس
- 22 فبراير – ديف مارسيلو لاعب كرة سلة فلبيني.

### نوفمبر
- 17 نوفمبر – جون مار فاجاردو لاعب كرة سلة فلبيني.

### ديسمبر
- 2 ديسمبر – دينيس لاجولو لاعب كرة مضرب أمريكي.

## وفيات

### سبتمبر
- 28 سبتمبر – فرديناند ماركوس (مواليد 1917)